# Akbuzat
Akbuzat (ryska:  Акбузат), är en travbana i Ufa i den ryska delrepubliken Basjkirien i Ryssland. Anläggningen byggdes 1968–1982, och rymmer 6 500 åskådare. Banan har fått sitt namn för att hedra Akbuzat, som är en bevingad snabb häst i Basjkirisk mytologi.

## Om banan
Den första hästkapplöpningen i Ufa etablerades i slutet av 1800-talet. Den nuvarande banan byggdes 1968–1982 och den första tävlingen ägde rum den 26 juli 1982. Öppningen av travbanan sammanföll med firandet av 425-årsjubileet av Basjkiriens inträde i Ryssland. 
Under 2005–2007 moderniserades anläggningen och dess nyinvigning ägde rum den 11-14 oktober 2007, och kombinerades med firandet av 450-årsjubileet för Bashkirs inträde i Ryssland. Banan anses som en av Rysslands bästa, och många nationella och internationella evenemang har ägt rum där. 2009 döptes anläggningen om för att hedra den sovjetiska militärledaren Tagir Kusimov. Det nya namnet blev Tagir Kusimov Akbuzat Race Track, men används sällan.
För att ta sig till anläggningen finns en del kollektiva transportförbindelser.

## Tekniska specifikationer
Anläggningen innehåller fyra ovala, symmetriska banor (en inuti den andra) - två tävlingsbanor (1 144 respektive 1 000 meter långa), en teknikbana (950 meter lång) och en träningsbana (893 meter lång). Inuti banorna finns fält för hopptävlingar, samt ytor att värma upp och träna.